# Havasi Gábor
Havasi Gábor (Várpalota, 1987. július 22. –) mentőápoló, a Fővárosi Közgyűlés tagja, Budapest egészségügyi tanácsnoka. Pártja a Momentum Mozgalom.

## Élete
Várpalotán született, majd Budapesten nőtt fel. Édesanyja ápolónő, édesapja mentőápoló volt. A Sylvester János Protestáns Gimnáziumban érettségizett. A Raoul Wallenberg Humán Szakképző Iskola és Gimnáziumban gyakorló mentőápoló, majd mentőápoló képesítést szerzett. 2014 óta az Országos Mentőszolgálatnál dolgozik mentőápolóként a Budafoki Mentőállomáson. Budapest XXII. kerületében, Budafokon él.

## Politikai pályafutása
A 2018-as magyarországi országgyűlési választás után csatlakozott a Momentum Mozgalomhoz, (korábban a zuglói mszp tagja volt), a párt budafok-tétényi helyi szervezetének elnöke és az egészségpolitikai munkacsoportjának tagja, 2019. júniusától a Küldöttgyűlésének tagja.
A 2019. április 6-án a Momentum, a DK, az MSZP, a Párbeszéd által bejelentett fővárosi együttműködés keretében a XXII. kerületben a Momentum állíthatott jelöltet Havasi Gábor személyében. 2019. július 5-én az LMP és a Jobbik Magyarországért Mozgalom is csatlakozott az együttműködéshez. Havasi 2019. július 24-én teljes ellenzéki együttműködést jelentett be a XXII. kerületben, a jelölő szervezetein kívül a Jobbik, illetve két civil szervezet, a Budafok-Tétény Általános Ipartestület és Közösség Dél-Budáért Egyesület részvételével.
2019. október 13-án a polgármesterválasztást 312 darab szavazat különbséggel (10 999 szavazattal, 11 311 ellen) elvesztette, a fővárosi kompenzációs listáról szerzett mandátumot.
2023. március 10-én a Momentum Mozgalom hivatalosan is bejelentette, hogy Havasi Gábort kívánja indítani a 2024-es önkormányzati választásokon, mint a saját polgármester-jelöltje. A budafoki előválasztáson 81 szavazattal nyert Perlai Zoltán, igy ő hívhatta ki a Fideszes polgármestert.
2024-es önkormányzati választásokon a Momentum fővárosi listájának 3. helyén szerepelt, de nem szerzett mandátumot. 2024. október óta Karácsony Gergely tanácsadóként foglalkoztatja, ám valódi munkát nem végez.
Jelenleg több budafoki momentumos társával próbál átlépni a tisza pártba.